# Vale de San Joaquin

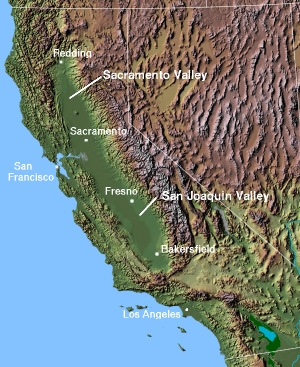
O Vale Central da Califórnia, mostrando o Vale de San Joaquin, a sul

O Vale de San Joaquin (em inglês:  San Joaquin Valley) é a parte do Vale Central, no estado norte-americano da Califórnia, que fica situado a sul do delta do Rio Sacramento em Stockton. Apesar da maior parte do vale ser rural, contém algumas cidades de média dimensão, como Stockton, Fresno, Visalia, Modesto, Bakersfield e Merced.

## Cidades e condados

### Cidades com mais de 100000 habitantes
- Bakersfield
- Fresno
- Modesto
- Stockton
- Visalia

### Cidades com população entre 20000 e 100000 habitantes
- Atwater
- Ceres
- Clovis
- Dinuba
- Delano
- Hanford
- Lemoore
- Lodi
- Los Banos
- Madera
- Manteca
- Merced
- Oakdale
- Patterson
- Porterville
- Reedley
- Sanger
- Selma
- Tracy
- Tulare
- Turlock
- Wasco

### Cidades com menos de 20000 habitantes
- Exeter
- Pixley
- Lindsay
- Farmersville
- Waterford
- Woodlake

### Lista de condados
- San Joaquin
- Fresno
- Kern
- Kings
- Madera
- Merced
- Stanislaus
- Tulare